# Lachaise
Lachaise ist eine französische Gemeinde mit 306 Einwohnern (Stand 1. Januar 2022) im Département Charente. Das Dorf liegt am Né, einem Nebenfluss der Charente.
Die Nachbargemeinden sind Criteuil-la-Magdeleine im Norden, Lagarde-sur-le-Né im Osten, Barret im Südosten, Saint-Eugène im Südwesten und Saint-Palais-du-Né im Nordwesten.

## Bevölkerungsentwicklung
| Jahr      | 1962 | 1968 | 1975 | 1982 | 1990 | 1999 | 2007 | 2017 |
| --------- | ---- | ---- | ---- | ---- | ---- | ---- | ---- | ---- |
| Einwohner | 288  | 281  | 266  | 281  | 275  | 290  | 285  | 319  |

## Sehenswürdigkeiten
- Kriegerdenkmal
- Mühle aus dem 19. Jahrhundert
- Kirche des Benediktinerpriorats Saint-Vivien